# Eduardo Pepato
Luiz Eduardo Pepato, mais conhecido como Eduardo Pepato (Marialva, 7 de julho de 1987) é um produtor musical, arranjador e multi-instrumentista brasileiro, notório por seus trabalhos na música sertaneja.
Ganhou projeção como produtor musical no início da década de 2010, trabalhando com artistas e duplas como Chitãozinho & Xororó, Luan Santana, Gusttavo Lima, Henrique & Juliano, Matheus & Kauan, Maiara & Maraisa, Bruno & Marrone e Marília Mendonça. O álbum Todos os Cantos Vol. 1, vencedor do Grammy Latino de Melhor Álbum de Música Sertaneja em 2019, foi produzido por Pepato.